# Soosia diodonta
Soosia diodonta is een op het land levende longslak uit de familie Helicodontidae. De wetenschappelijke naam van de soort is voor het eerst geldig gepubliceerd in 1821 door A. Férussac als Helix diodonta.
Soosia diodonta is de typesoort van het (sub)genus Soosia Hesse, 1918 en de enige soort binnen het genus.

## Beschrijving

### Schelpkenmerken
De schelp is plat schijfvormig en heeft een wijd-perspectivische navel. Het oppervlak is fijn gestreept en heeft een fijne sculptuur bestaande uit kleine volgens de groeilijnen gerangschikte papillen. Er zijn 4¼ à 4¾ windingen gescheiden door een verdiepte sutuur. De windingen zijn aan de bovenzijde sterk afgevlakt en aan de onderzijde zwak gewelfd. De laatste winding heeft een stompe kiel die boven het midden van de winding ligt. 
De laatste winding buigt vlak voor de mondopening sterk naar beneden. De mondopening staat scheef ten opzichte van het vlak van de draairichting. De mondrand is aan de binnenzijde glad en matglanzend, is sterk verwijd en heeft twee sterk ontwikkelde tanden. De onderste tand is lijstvormig en verloopt parallel aan de mondrand terwijl de geprononceerde bovenste tand veel smaller is en min of meer haaks op de mondrand staat. Direct achter de mondrand is de schelp sterk ingesnoerd.
De schelp is wit maar kleurt door het periostracum kastanjebruin, de mondrand heeft een witte tint.

### Afmetingen van de schelp
- hoogte: 3,5-4 millimeter
- breedte: 10-12 millimeter

### Habitat en levenswijze
Soosia diodonta leeft op natte plekken in vochtige bossen, o.a. onder schors van rotte boomstammen, zelden ook op rotswanden. Bij regen kruipen de dieren actief op boomschors.

## Huidige verspreiding
De soort leeft in Zuid-Oost Europa: Oostelijk Servië, Westelijk Roemenië en Bulgarije.
In het gebied is de soort endemisch.

## Fossiel voorkomen
Soosia diodonta is bekend uit diverse pleistocene interglaciale afzettingen in het recente verspreidingsgebied van de soort maar ook daar buiten. Er zijn waarnemingen gepubliceerd uit Tsjechië, Slowakije, Hongarije, Oostenrijk, Polen en Nederland
Door Ložek wordt Soosia diodonta als interglaciale kensoort beschouwd.